# Kw’adza jezik
Kw’adza jezik (qwadza, ng’omvia; ISO 639-3: wka), izumrli jezik južnokušitske skupine, koji je bio srodan jeziku iraqw i sada možda izumrlom dijalektu ili jeziku asa, a govorio se na području distrikta Mbulu, u tanzanijskoj regili Manyara.
S posljednjim govornikom ovog jezika radio je na Christopher Ehret (Kw'adza Vocabulary. MS. Los Angeles, California, IV + 17 pp.; 1980b)

## Vanjske poveznice
- Ethnologue (14th)
- Ethnologue (15th)